# Peter Woit
Peter Woit (né le 11 septembre 1957) est un physicien théoricien américain. Il est maître de conférences au département de mathématiques de l'Université Columbia. Woit est un critique de la théorie des cordes, et publie un livre sur le sujet, Not Even Wrong (2006).

## Carrière
Woit est diplômé en 1979 de l'Université Harvard avec un baccalauréat et une maîtrise en physique. Il obtient son doctorat en physique des particules à l'Université de Princeton en 1985, suivi d'un travail postdoctoral en physique théorique à l'Université d'État de New York à Stony Brook et en mathématiques au Mathematical Sciences Research Institute (MSRI) à Berkeley. Il passe quatre ans comme professeur adjoint à Columbia. Il occupe ensuite un poste permanent au département de mathématiques, en tant que chargé de cours et administrateur informatique du département,.
Woit est citoyen américain et possède également un passeport letton. Son père est né à Riga et il s'est exilé avec ses propres parents au début de l'occupation soviétique de la Lettonie

## Critique de la théorie des cordes
Il critique la théorie des cordes au motif qu'elle manquerait de prédictions vérifiables et qu'elle serait promue avec des fonds publics malgré ses échecs, et est l'auteur d'articles scientifiques et de polémiques sur ce sujet. Ses écrits affirment que l'attention excessive des médias et le financement de cette entreprise grand public particulière, qu'il considère comme spéculative, risquent de saper la confiance du public dans la liberté de la recherche scientifique. Son blog sur la théorie des cordes et d'autres sujets est intitulé " Not Even Wrong ", un terme désobligeant pour des arguments scientifiquement inutiles inventé par Wolfgang Pauli.
En 2006, une discussion a lieu entre des physiciens de l'Université de Californie à Santa Barbara de l'Institut Kavli de physique théorique et le journaliste scientifique George Johnson concernant la controverse suscitée par les livres de Lee Smolin (The Trouble with Physics) et Woit (Not Even Wrong). La réunion s'intitulait "The String Wars",.

## Publications
- 1988, "Supersymmetric quantum mechanics, spinors and the standard model", Nuclear Physics B303 : 329-42.DOI 10.1016/0550-3213(88)90185-X
- 1990, "Topological quantum theories and representation theory" dans Ling-Lie Chau et Werner Nahm, éds., Differential Geometric Methods in Theoretical Physics : Physics and Geometry, Proceedings of NATO Advanced Research Workshop. Presse Plénum : 533-45.DOI 10.1007/978-1-4684-9148-7_54
- 2006. Pas même faux : l'échec de la théorie des cordes et le défi permanent d'unifier les lois de la physique . (ISBN 0-224-07605-1) (Jonathan Cape), (ISBN 0-465-09275-6)
- 2017 Théorie quantique, groupes et représentations Springer International Publishing, (ISBN 978-3-319-64610-7)